# 加藤学園暁秀初等学校
加藤学園暁秀初等学校（かとうがくえんぎょうしゅうしょとうがっこう）は、静岡県沼津市大岡にある私立小学校。
1972年に日本初のオープンプランスクールとして開校している。また1992年にはクラスを新設し、これも日本初となる英語イマージョン・プログラムの導入をしている。

## 概要
校章はブルドッグの顔。「1つの問題に噛みついたら、解決するまで離さない」という意から。個性と才能を重視し、異文化理解に力を入れている。教師の半数以上が英語圏の外国人である。海外研修やアメリカンスクールとの交流会がある。静岡県内には数少ない制服のある学校のひとつ。なお、学校給食はないので、児童は弁当を持参する必要がある。

## 沿革
（沿革節の主要な出典は公式サイト）

### 経緯
加藤学園暁秀初等学校は、1972年（昭和47年）に現在地に「加藤学園初等学校」として設立された。開校時からオープンプラン教育を導入し、その独特な校舎構造とともに今なお全国から視察者が絶えない。オープンプランスクールは国内に前例がなかったため、教員予定者を開校前の約1年間アメリカ・オレゴン州ポートランド市にあるリッチモンド小学校（Richmond School）へ派遣し、ノウハウの研修を行った。なおこの縁で両校は姉妹校となっており、現在でもホームステイや児童同士の文通などの児童交流が行われている。
その後、1992年から英語イマージョン・プログラムを導入し、小学校における本格的な英語教育の先駆けとなった。近年、小学校における英語必修化が検討される中、先駆的なカリキュラムが改めて注目されている。

### 年表
- 1972年（昭和47年） - 加藤学園初等学校として設立される。
- 1983年 - 校名を『加藤学園暁秀初等学校』に変更。
- 1992年（平成4年） - 英語イマージョンプログラム導入。
- 2007年（平成19年） - 創立35周年記念式典挙行｡
- 2012年（平成24年） - 創立40周年記念式典挙行、運動会が40回を迎えた。
- 2022年（令和4年） - 創立50周年記念式典挙行

## 施設

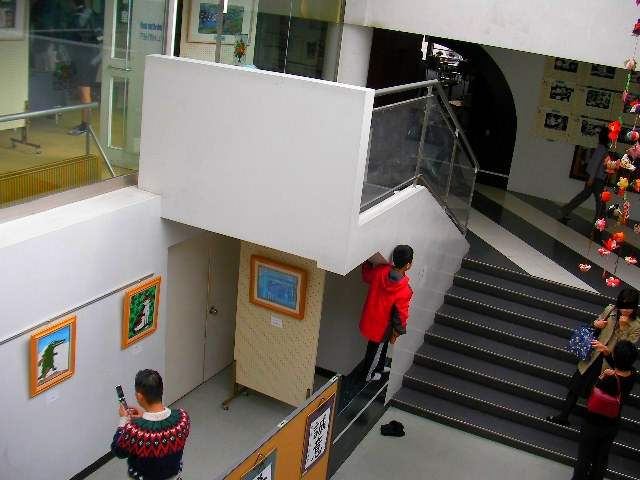
建築上の特徴である段差多様の例

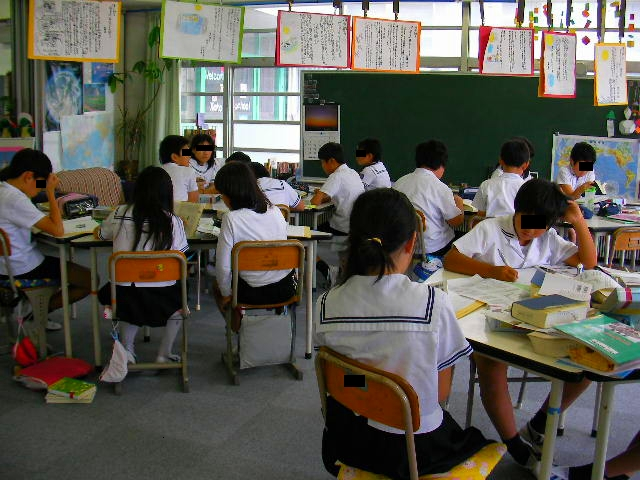
机配置のアレンジの例

校舎は本館・新館・別館の3棟から成る。なお本館の設計およびグラフィックデザインは建築家の槇文彦によるものである。2015年にDOCOMOMO JAPAN選定 日本におけるモダン・ムーブメントの建築に選定されている。過年に耐震補強工事が施されたが、元々が低層低重心の建物であり地震発生時の倒壊危険はないとされている。
本館一般教室特異な建築で知られる本館の一般教室は建物の東半分を占め、全てオープンプランプログラムの教室に充てられている。1室は16m×16mの面積が確保されている。このスペースに低〜中学年は2学年（＝2クラス）ずつを、また高学年は1学年（＝1クラス）ずつをそれぞれ収容する。一般的な学校建築における教室1室は8m×8mであるから、1クラスに割り当てられる教室の面積は、一般的な建築の学校と比し4〜2倍である。室内はカーペット敷きであるが、これは豪華さを狙ったものではなく、複数クラスが同じ部屋に同居することとなるため互いの区分で発生する声や音が反響し他方の授業の妨げにならないようにするためのものである。教室には固定された前後左右の方向はなく、白板ないし黒板は簡易に移動できるものが用いられている。児童が使う机は天板が台形になっており、配置の仕方により円形にも長方形にもアレンジできるようになっている。そして実際に用途に応じいろいろな形で配置される。

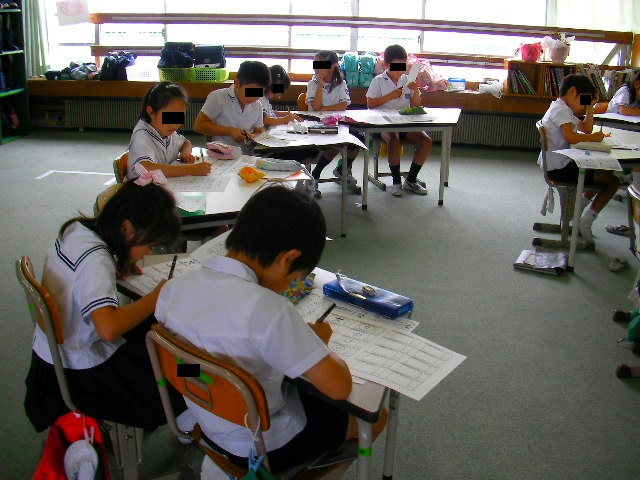
机配置のアレンジの例・これは上画像と同じフロアの別のクラスの様子である

また床がカーペット敷きであるため、椅子ではなく床に座り込んで共同作業をするような光景も日常的に見られる。
オープンスペース(Aセンター)本館1階中央に20m×20m程度の無柱の空間が用意されている。用途は固定されておらず、一般的な小学校における体育館・講堂として用途や、日常の授業の一環で広スペースを要する活動などに使われる。校内ではAセンターと呼称される。
メディアセンター本館1階北側に配置され図書室の機能とパソコン実習室の機能を備えている。どの教室からも素早くアクセスができるよう、この部屋も校舎中央に配置されている。校内ではBセンターと呼称される。まだパソコンが普及する前はここに放送スタジオがあり、視聴覚教材の制作に使用されていた。
特別教室群本館西側に英語演習室・音楽室・理科室・図工室が用意され、いずれも中高レベルの設備・備品が備えられている。特に音楽室はミニホールとして設計された部屋であり、音響効果に優れている。また英語演習室は、オープン・プログラムの英語の授業に使われ、本校は1年生から英語の授業を行うがオープン形式の教室では発音練習に適さないために用意されている。
職員室本校にはいわゆる職員室は用意されていない。担任教師には担任する学年のユニット内に机やパソコンが割り当てられており、出勤時から下校時まで担任するクラスの児童と同じ部屋で過ごすのである。しかし、バイリンガルオフィスという担任する学年のいない外国人教員が過ごす部屋がありバイリンガルの生徒にとっては職員室に近い役割を果たしている。
新館・別館一般教室こちらは全て英語イマージョン・プログラムの教室にあてられている。では1学年（＝1クラス）が主に「日本語サイト」「英語サイト」「算数サイト」に分かれて授業を行うため、その分だけ多くの部屋が割り当てられている。ただし、各教室は収容すべき人数が少なく想定されているため本館のように広いものではない。なお別館はもともと系列校の加藤学園高等学校の進学部専用校舎だった建物を改造して使用しているものである。また新館は外見上の意匠は本館に似せて造られているが、設計は槇文彦によるものではない。
体育施設グラウンドは同じ敷地内にある加藤学園高等学校との共用である（ただし、初等学校が優先的に使える区画がある）。またそれとは別に本館校舎東側に軽く球技ができる程度の初等学校専用のスペース(通称:Aセンター)と、本館屋上（ルーフガーデンと呼ばれる）があり、この2カ所でも体育の授業が行われる。なお専用の体育館およびプールはないため、年に1〜2回行われている水泳の授業では、近くのスイミングスクールに借りている（学校法人加藤学園の系列校はプールがない）。
登下校管理システム小学校や小学生を襲撃する事件が目立ち始めた社会情勢を受け、児童の登下校と校内の安全確保を目的に2006年度2学期より東海地区では初めて導入している。これは全児童にIC無線タグを配布しランドセルに埋め込ませ、校門の通過を一括把握するシステムである。児童の校門通過をシステムが検知して登校ないし下校を管理し、それを保護者に電子メールで自動配信する運用がなされている。なおこのメール配信システムを利用して、学級や学校からの連絡も行われる。

## 制服
指定の制服があり、夏服・冬服の別がある。なお夏服・冬服の切替えは特に日を指定しての一斉切替えにはしておらず、端境期は本人の体感や体調で適宜切り替えてよいことになっている。また通学用の靴・鞄・ソックス・コートにも指定品がある。ちなみに靴は金のコインが入った革靴か、クラリーノの合皮の靴と選べる。なお制帽の制定は開校以来なかったが、猛暑が予想された2010年夏前に急遽用意され、希望者が使用を開始した。
男児夏服は白い校章入りの半そで開襟シャツと紺の半ズボンである。冬服は、夏服の上に紺のブレザーを重ね着する。なおベストも用意されている。
女児夏冬とも前開き式のセーラー服で、夏服は白地に紺ラインの長袖または半袖、冬服は紺地にエンジのラインがそれぞれ入ったデザインである。またいずれも左袖の上腕部に校章ワッペンが縫い付けられている。なおスカートは夏冬同じデザインだが素材は別で紺色である。

## 教育方針
オープンプランプログラムクラス（レギュラークラス）
各学年1クラス（30〜40名）。近年公立小学校を中心に導入が相次いでいるオープンプランスクールの、国内における始祖となっているクラスである。個性と才能を重視した教育を実践。授業は1クラスを2グループ（ユニットと呼ぶ）に分け、2名いる正担任教師がそれぞれのユニットを教える。担任教師は極力男性教師と女性教師のペアになるよう人事上配慮されるが、本校に限らない傾向として小学校教諭は女性の比率が高いため、必ずしもそれは維持できていない。なお内容により両ユニットを集合させて行う授業もある。
また算数科に関し、単元毎に特に理解習熟の早い児童を対象に別室で練成をするクラス（TT）が設けられており、いわゆる「浮きこぼれ」を生まないシステムを用意している。英語は週2〜3時間。なお週1〜3回、希望者を対象に国語と算数の演習を行う課外授業（校内では「ブルドッグ・プラス」と呼称）がある。
英語イマージョンプログラムクラス
各学年1クラス（約50名）。授業は1クラスを「英語による算数以外の授業」「英語による算数の授業」「日本語による授業（全科目）」の3グループに分けて行なう。そのためクラス担任的教師は1クラスに3〜5名（英語母語教師と日本人教師の混成、日本人教師が正担任となる）が配置されている。英語の習得と文化理解を目指す教育。3年生以下は国語以外のすべての授業（全授業の約70%）、次第に英語のみで学ぶ教科は減少していくが、4年生以上も英語、算数、理科、コンピュータの授業（全授業の約50％）を英語で行うカリキュラムとなっている。
日本語を母語としている日本人を主な対象としているが、帰国子女や外国人子女の受け入れも想定している。卒業生は系列の加藤学園暁秀中学校・高等学校のバイリンガルコースに進学することができ、国際バカロレア資格の取得が可能である。なお本プログラムは学校教育法第1条に基づいて設置されているため、法律上は日本の通常の小学校と同等に扱われる。すなわち児童は日本の法律に基づく小学生また小学校卒業者として扱われ、またしかるべく財政措置も講じられるため極端に高額な学費負担を要しない。これが、いわゆるインターナショナルスクールと比しての一つの決定的な長所である。
両クラス共通事項

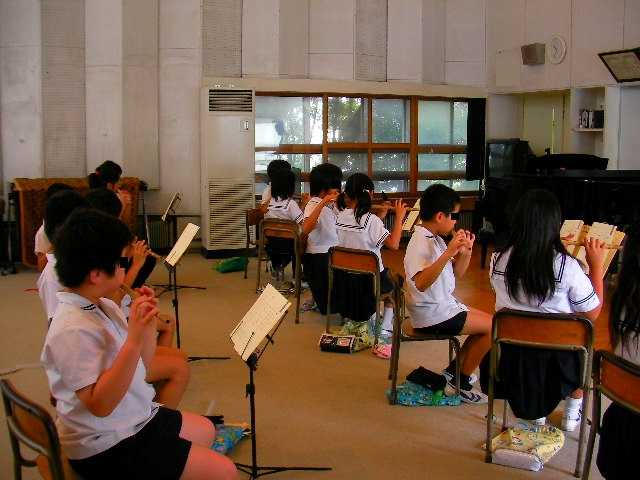
専科教師による授業の例（音楽）・4年生以上で篠笛を取り入れている

平時は土曜日も休校である。1年次からほぼ毎日（週4日）6時限の日課が組まれているため、6年間の総授業時限数は公立小学校の約1.5倍が確保されている。その豊富な授業時限数は、児童に具体操作をさせることにより、自ら発見したり、確実な理解をさせるために振り向けられるのであり、本校においては過度な先取り授業や、いわゆる詰め込み授業は行われていない。音楽・図工・コンピュータは専科教師が教える。
給食
給食は現在は実施されていない。したがって児童は弁当を持っての登校となる。ただし、昼休みに業者による仕出し弁当（給食弁当＝給弁）の販売があり、親の都合がつかず弁当を作れない事態にも対応している。
早期英語教育研究室
正式名称は「加藤学園早期英語教育研究室」で、本校と系列の加藤学園幼稚園における9年間の英語教育を担当するセクションである。対外的には草創期にソニーと共同で聴覚教材の開発を行ったこともある。現在は小学校向けの出版ベースの英語教材の共同開発などを行っているが、あくまで本分は本校と加藤学園幼稚園における早期英語教育の研究と実践である。なお英語イマージョン・プログラムで使用される日本の検定教科書の英訳版や諸教材の制作はこのセクションが行っている。なお現状日本では「小学校の英語教諭」「英語を教えられる小学校教諭」というものが制度上存在しないため、本校の日本人英語教諭は全員、中学校や高等学校の英語教諭の資格を以て小学校で教えている。また英語母語教師は当然のことながら日本の教員免状を有していない。このためいずれもクラスを担任することができず、組織上は全員がこのセクションの所属となっている。
入学選考
2009年度（の入学生の選考）時点では行動観察と親子面談による選考である。選考基準は明確にはされていないが、学校説明会等では児童のその時点での出来・不出来よりも今後伸びるべき可能性の方を重視し、また「子供らしい子供」を求めると強調している。さらに通学時間が概ね1時間を超えることは望ましくないとしている。

## 学校行事
（学校行事節の主要な出典は公式サイト）
- 4月 - 入学式・始業式
- 5月 - 運動会
- 7月 - 島田合宿

1〜2年生対象。イマージョンクラスはすべての活動を英語で行う
- 8月 - 八ヶ岳合宿

3〜4年生対象。イマージョンクラスは英語を使いながら野外活動を行う
- 10月 - 海外研修（レギュラークラス4〜6年生、イマージョンクラスの4,6年生の希望者）、 US Trip（イマージョンクラス5年生）

アメリカ合衆国ユタ州の一般家庭にホームステイしながら地元の小学校に通学する
- 2月 - オープンハウス

各クラスやクラブ活動の発表会など
- 3月 - 修学旅行（行き先は例年京都・比叡山・奈良で、東大寺の修二会お松明を見学できるよう日程が合わせられている）、卒業式、修了式
- 年により時期に変動のあるもの - 5年生を主にしたアメリカンスクール・イン・ジャパン(ASIJ)との交流会

## 児童会活動・部活動
3,4年生には華道や茶道等の日本文化を学ぶ時間が毎週火曜日の5・６時間目に、5,6年生には体育系・文化系のクラブが用意され毎週水曜日の5・６時間目に正課として活動が行われている。児童会は組織されていない。

## ファミリー・バディ
コース別に学年縦断の「ファミリー」（1ファミリー18〜30人程度・1クラス3〜5人）が組織されている。学校行事の際はこのファミリーを単位に活動することが多く、具体的には「Family Trip」や合宿、一週間に一度の頻度で行われるファミリー事に教室集まって食事を共にする「Family Lunch」などがある。
ファミリーの中では、「ファミリーリーダー」となる学年が存在し、通常はファミリーの6年生が担当し、12月頃から6年生は卒業し、5年生がリーダーとなる。リーダーはファミリー全体をまとめ上げる他、「FamilyTrip」「Family Lunch」などにおいて企画を開催したりする。
ちなみに、ファミリーは1年ごとに変更される。
また、ファミリー内には上級生が下級生を個別にサポートするための「バディ」と呼ばれる制度が存在する。バディは以下の通りにランダムに組まれる。
- 1年 - 2・6年
- 2年 - 1年
- 3年 - 4年
- 4年 - 3年
- 5年 - なし
- 6年 - 1年

## PTA組織
「ふじの会」の名称で組織されている。日常的に「PTA」という呼び方はされず「ふじの会」と呼称する。学校後援会は本校・加藤学園幼稚園・加藤学園暁秀中学校の保護者・賛同者（法人賛助会員制度あり）で「加藤学園ジュニアブロック後援会」を組織している。

## 系列校
学校法人加藤学園が設置する学校として以下の各校（園）がある。
列挙のとおり幼稚園から高等学校までが揃うが、各校とも最上級校の高等学校を頂点とした付属校形式はとらず、あくまでも加藤学園が設置するそれぞれ独立の学校としている。したがっていわゆるエスカレータ式の進学体制は形式上とっていない。ただし、以前は、母体であった高等学校の付属校として中学校以下の学校が位置づけられていた時代もあった。とは言え同じ学園内ではあるので、施設の共用・教員間の連携や人事交流・園児児童生徒の交流・催事の共催などは当然行われている
- 加藤学園高等学校

加藤学園高等学校との生徒単位での交流は存在しないものの、クラブ活動や式典の際に加藤学園高等学校の校舎を利用することは多い。
- 加藤学園幼稚園

加藤学園幼稚園から進学する児童もいるため、低学年においては児童単位の交流が行われている。また１・２年生生徒は昼休みに幼稚園の遊具を使用する事ができる。
- 加藤学園暁秀中学校・高等学校

生徒の多くは中学受験を通して加藤学園暁秀中学校に進学する。

## 交通
- JR東海道本線沼津駅よりバス15分
- JR御殿場線大岡駅より徒歩12分

## 著名な関係者

### 出身者
- 川北桃子（元テレビ朝日アナウンサー、1987年卒）
- 勝野洋輔（俳優、1996年卒）